# Aaata finchi
Espèce
Aaata finchi est une espèce de coléoptères de la famille des Buprestidae. C'est la seule espèce du genre Aaata.
Elle habite le Balouchistan et est une des espèces plus grandes de la famille Buprestidae pouvant atteindre 7 cm.

## Caractéristiques
L'Aaata finchi est uniformément de couleur brune et atteint une longueur de corps de 70 millimètres et plus. La surface du corps est, à part les élévations de la sculpture de surface, recouverte d'un fin feutre blanc-sable qui ressemble à un cheveu. Le bouclier du cou présente une impression longitudinale au milieu et une ligne courbe, lisse et surélevée, ainsi qu'un certain nombre d'élévations ponctuelles de chaque côté. Les extrémités des ailes sont plissées avec des rides en relief, lisses et brillantes, qui ne forment pas un motif spécifique.

## Répartition
L'aire de répartition de cette espèce rare se trouve au Baloutchistan, une région désertique du sud-est de l'Iran, qui s'étend en partie jusqu'au Pakistan et à l'Afghanistan. Karachi est mentionné dans la première description comme le lieu de découverte.

## Taxonomie
L'espèce est étroitement liée au genre Julodis et a été décrite pour la première fois sous le nom de Julodis finchi, du nom de B. Finch, qui a laissé le premier spécimen connu à la London Zoological Society. Aaata finchi diffère des espèces du genre Julodis principalement par sa taille de sept centimètres et plus (par opposition à deux à quatre centimètres), de sorte qu'elle a été placée dans un genre distinct par Semenow en 1906. Le nom de ce genre jusqu'ici monotypique est une curiosité en raison de sa triple voyelle et est l'un des tout premiers noms de genre du règne animal dans l'alphabet. Néanmoins, il est aussi grammaticalement correct - (gr.) aaatos se trouve, par exemple, dans Homère, il signifie "inviolable, incassable, divinement pur". La forme féminine suit probablement le genre de Buprestis. 

## Valeur marchande
Dans le commerce des insectes préparés (que les entomologistes scientifiques considèrent généralement de manière très critique), Aaata finchi est l'une des raretés les plus recherchées. Avec des prix élevés de plusieurs centaines d'euros par spécimen, c'est l'une des espèces de coléoptères les plus chères commercialisées. 

## Systématique
Le nom valide complet (avec auteur) de ce taxon est Aaata finchi (Waterhouse, 1884).
Aaata finchi a pour synonyme :
- Aata finchi (Waterhouse, 1884)